# Theodor-Haecker-Preis
Der Theodor-Haecker-Preis wurde von der Stadt Esslingen am Neckar ab 1995 alle zwei und wird seit 2017 alle drei Jahre an Personen vergeben, die sich durch „besonderen politischen Mut und Aufrichtigkeit“ ausgezeichnet haben. Er ist nach dem deutschen Schriftsteller Theodor Haecker benannt und derzeit mit € 10.000 dotiert.
Der Preis wurde bisher an folgende Personen vergeben:
- 1995 – Sergei Kowaljow, russischer Dissident und Politiker
- 1997 – Jehan Sadat, ägyptische Präsidentengattin, für politischen Mut und Aufrichtigkeit
- 1999 – Salima Ghezali, algerische Journalistin
- 2000 – Wiktar Hantschar, seit 1999 verschwundener belarussischer Oppositionspolitiker (außerordentliche Preisverleihung)
- 2001 – Vesna Pesić, serbische Menschenrechtlerin und Friedensforscherin
- 2003 – Laurien Ntezimana, Theologe aus Ruanda[1]
- 2005 – Eren Keskin, türkische Menschenrechtlerin
- 2007 – Judith Galarza, mexikanische Menschenrechtlerin[2]
- 2009 – Kitwe Mulunda Guy, aus der Demokratischen Republik Kongo stammender Menschenrechtler[3]
- 2011 – Shiva Nazar Ahari, aus dem Iran stammende Menschenrechtlerin[4].
- 2013 – Leyla Yunus, Bürgerrechtsaktivistin aus Aserbaidschan
- 2015 – Laísa Santos Sampaio, Umweltaktivistin aus Brasilien[5]
- 2017 – Urmila Chaudhary, Menschenrechtlerin aus Nepal[6]
- 2020 – Rugiatu Neneh Turay, Menschenrechtlerin aus Sierra Leone[7]
- 2022 – Maryja Kalesnikawa, Menschenrechtlerin aus Belarus[8]
- 2023 – Seyran Ateş, Rechtsanwältin, Frauenrechtlerin und Gründungsinitiatorin der Ibn-Rushd-Goethe-Moschee[9]

Der Esslinger Gemeinderat beschloss aufgrund der Verleihung 2011 an Shiva Nazar Ahari am darauffolgenden Tag einstimmig eine Resolution, mit der er die deutsche Bundesregierung ersuchte auf die iranische Regierung einzuwirken, dass die unmittelbar drohende Strafe für Ahari – 74 Peitschenhiebe und 4 Jahre Haft – ausgesetzt wird. Ahari konnte den Menschenrechtspreis nicht persönlich entgegennehmen.
Im Vorfeld der Verleihung an Leyla Yunus 2013 versuchte der aserbaidschanische Honorarkonsul und ehemalige Sprecher der deutschen Bundesregierung, Otto Hauser, vergeblich, durch einen Anruf beim Esslinger Oberbürgermeister Jürgen Zieger diese Auszeichnung zu verhindern. Hauser weigerte sich auch später, sich für Yunus einzusetzen.
2022 wurde außer der Reihe Maryja Kalesnikawa für ihren gewaltfreien Einsatz für Demokratie und Menschenrechte nach den Präsidentschaftswahlen 2020 in Belarus ausgezeichnet.
Zusätzlich zum Hauptpreis kann eine Person oder eine Gruppe mit der „Theodor-Haecker-Ehrengabe“ ausgezeichnet werden. Bislang waren dies mehrheitlich Wissenschaftler oder Privatpersonen, die sich um die Erforschung des Lebens und Werks von Theodor Haecker verdient gemacht haben. Erstmals als Gruppe wurde 2007 das Fanprojekt des SV Babelsberg 03 mit der Ehrengabe bedacht.  Als Grund wurde das herausragende Beispiel gelungener Arbeit mit Jugendlichen gegen Gewalt, Rassismus und neonazistische Tendenzen genannt. Weitere Preisträger waren das Jugendtheater Stage Divers(e), der lokale Club von Soroptimist International, sowie Heroes (Projekte zur Gewaltprävention). 2001 erhielt eine Schülerin die Ehrengabe für ihre Erzählung über die Deportation eines jüdischen Mädchens in ein Konzentrationslager.